# یاسمینا زیتون
یاسمینا زیتون (به انگلیسی:؛ متولد ۲۶ اکتبر ۲۰۰۲) مدل و ملکه زیبایی لبنانی، برنده مسابقه دوشیزه لبنان ۲۰۲۲ است. او به نمایندگی از لبنان‌ در دوشیزه جهان ۲۰۲۲ شرکت کرد ولی مقامی کسب‌ ننمود. او همچنین در دوشیزه دنیا ۲۰۲۳ هم شرکت کرد. 